# Eva Lootz
Eva Lootz (Viena, Àustria, 6 de setembre de  1940) és una escultora austríaca que resideix a Madrid des de 1965. La seva obra abasta un ampli espectre de gèneres, com ara pintura, grafisme, instal·lacions, escultures, fotografia, cinema i videoart. I treballa amb una diversitat de materials, com ara carbó vegetal, sorra, mercuri, parafina o fusta, imatge i so.
Ha sigut pionera en el camp de les instal·lacions escultòriques, i en les seves obres utilitza elements naturals com fusta, pedres, ferro, sorra, mercuri, i carbó. L'any 1994 va ser guardonada amb el Premi Nacional d'Arts Plástiques. En l'actualitat treballa especialment amb l'aigua i el llenguatge, i el febrer de 2013 va ser guardonada amb el «Premio Arte y Mecenazgo» a la millor artista.

## Biografia
Eva Lootz es va llicenciar en direcció de cinema i televisió, i a Viena rebé formació en Musicologia, Belles Arts i Filosofia a la Universitat de Viena i a l'Acadèmia de Cinema de Viena. A final dels anys 70 es va traslladar a Espanya, on va començar a exposar.
El 1965 va fer el seu primer curtmetratge, Machem, i al 1981 en va estrenar un altre, titulat Oeste. El 1986 va exposar a l'Espai 13 de la Fundació Joan Miró. Va muntar una instal·lació amb dues peces escultòriques que consistien en cubs plens de sorra amb les arestes obertes, de tal manera que el material s'estenia de forma regular per la sala, com una reflexió sobre els principis de la termodinàmica. L'any següent va presentar una altra exposició individual a Barcelona, aquest cop a la Sala Montcada de la Fundació Caixa de Pensions de Barcelona. I als anys noranta al Tinglado de Tarragona (1991), a la Fundació Pilar i Joan Miró de Palma de Mallorca (1996).

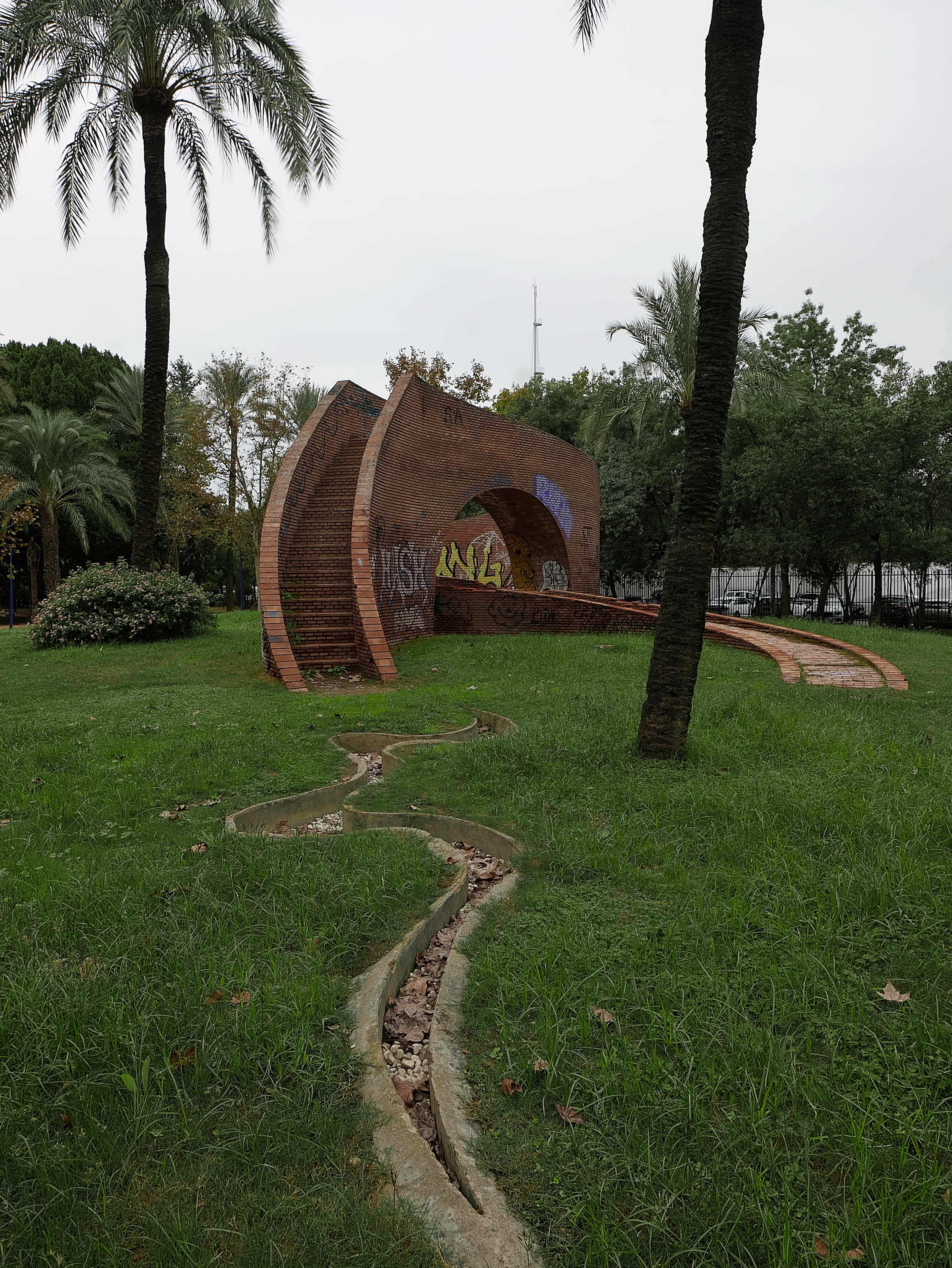
NO-MA-DE-JA-DO

Entre les exposicions del segle XXI s'inclouen «La lengua de los pájaros» (Museu Nacional Centre d'Art Reina Sofia (MNCARS), Madrid, 2002) i «Hidrotopías - La escritura del agua» (Fundació Suñol, Barcelona, 2009). Ha fet nombroses intervencions en l'espai públic, com ara «NO-MA-DE-JA-DO», a l'illa de la Cartuja (Expo'92), «Interminable flux» (Silkeborg, Dinamarca, 2002) o «Proyecto Recoletos» (Madrid, 2004) o la peça «La oreja parlante», situada a la riba dreta del riu Ebre a Saragossa (Expo'08). Ha exposat obra seva en espais com la Galeria Barbara Farber, dels Països Baixos, el Museum of Public Art a Suècia, el Museu d'Art Contemporani de Barcelona (MACBA), o al Centro de Artes Visuales Fundación Helga de Alvear. I també al Palacio de Cristal del Retiro de Madrid, a la Fundació Sa Nostra de Palma de Mallorca i la Tabacalera de Madrid. Al 2024 la Fundació Suñol li va dedicar l’exposició «Andar con el río».

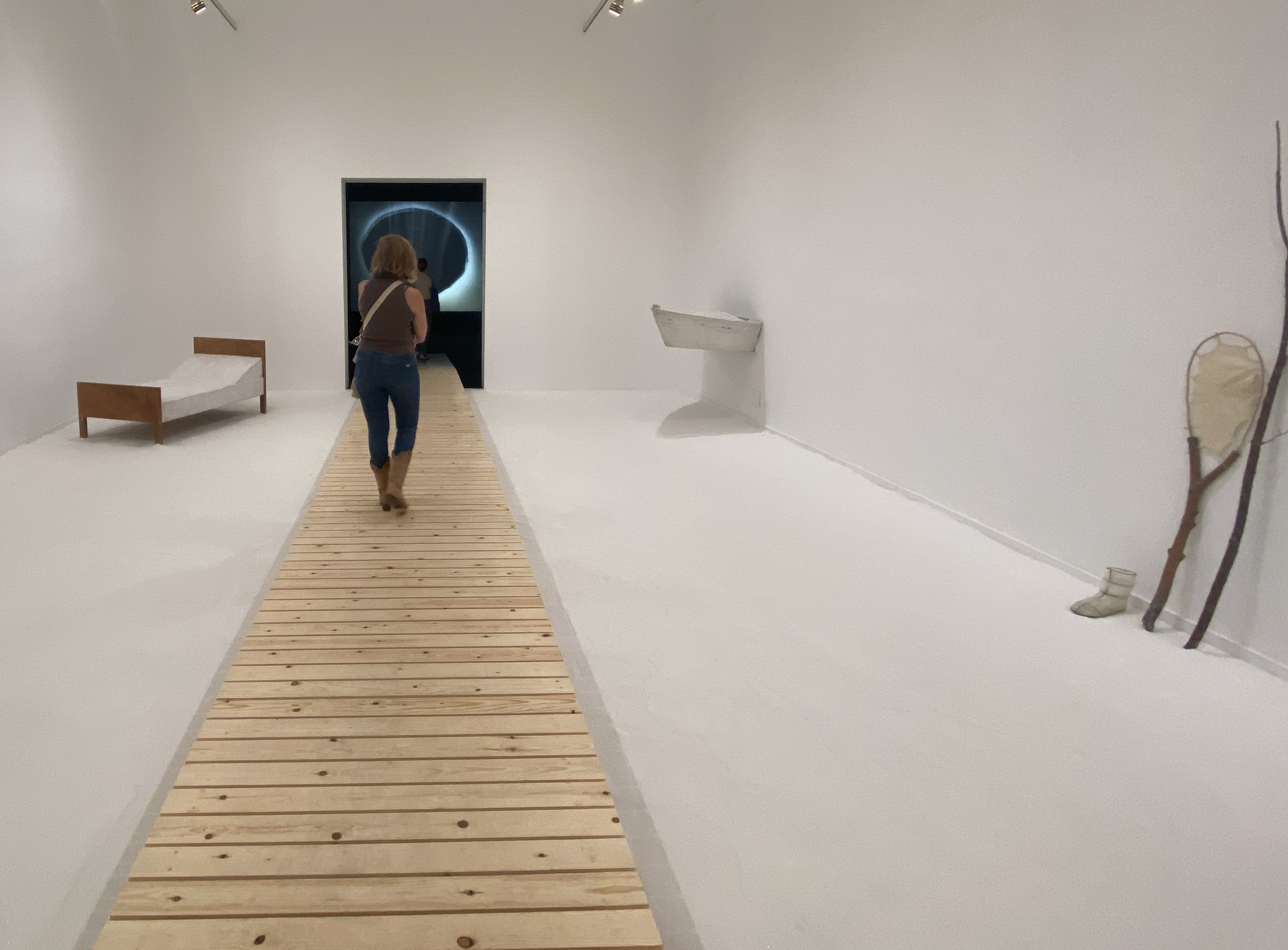
Exposició al Museu Reina Sofía

Al 1977 va fundar, amb altres artistes i crítics d'art, la revista experimental Humo, de la qual només se'n publicaria un número.
Autora de llibres sobre art, Eva Lootz ha estat professora a la Facultat de Belles Arts de Conca i ha impartit cursos i conferències en les facultats de Belles Arts d'Espanya, Suècia i els EUA, i en el Museu Thyssen.
El seu treball artístic s'ha reconegut en moltes ocasions, i ha rebut, entre d'altres, el Premi Nacional d'Arts Plàstiques d'Espanya (1994), el Premi Tomás Francisco Prieto de la Real Casa de la Moneda (2009) i el Premi MAV de Mujeres en las Artes Visuales (2010).

## Obra
En l'obra d'Eva Lootz hi ha un marcat interès en la interacció entre la matèria i llenguatge en la seva obra i des dels seus inicis, es caracteritza per l'ús de registres heterogenis. Un dels pilars fonamentals de la seva obra es troba en el coneixement dels materials i del seu comportament. El plaer de la manipulació aconsegueix crear incertesa en les realitats del medi que conideràvem immutables. El joc d'antagonismes en relació amb els materials i les formes, però també un conjunt de conceptes, es converteix en part de les seves propostes. Des d'enfocaments antiexpressius i processuals, evoluciona cap a la creació d'espais on participin tots els sentits i en un ambient recollit, tal com ella diu, cap a una «art contínua».
Les obres de Lootz comporten un munt de reflexions entorn de conceptes com el trànsit, el  moviment i els viatges, la llibertat, la feminitat, el pas del temps, la natura... a través d'associacions sinèrgiques, connexions entre els significats, cruïlles evocadores... Ho fa subtilment, de tal manera que l'equilibri i la pau construïts per l'artista no són eclipsats pel discurs.
Hi ha obra seva en institucions com el Museu Reina Sofía, de Madrid, el Museo Patio Herreriano, de Valladolid, la Fundación Juan March de Palma de Mallorca, l’ARTIUM-Museo Vasco de Arte Contemporáneo de Vitòria o el MACBA de Barcelona.

## Publicacions
Una breu selecció d'algunes publicacions i exposicions de l'artista inclouria aquestesː

### Publicacions (catàlegs) des del 2002
- 2009: Viajes del agua, catàleg exposició a La Casa Encendida. Madrid: Caja de Ahorros y Monte de Piedad de Madrid, (castellà), ISBN 9788496917576.
- 2009: Mundo. Seco. Benamor. Amarga, catàleg exposició Sala Verónicas. Múrcia: CENDEAC, (castellà), (anglès), ISBN 9788496898448.
- 2008: LUZ PARA TODO. Intervenció en Artifariti, novembre.
- 2007: EXPOSICIÓN GALERÍA TRINTA. Santiago de Compostela.
- 2006: EXPOSICIÓN GALERÍA MAIOR. Palma.
- 2005: EXPOSICIÓN GALERÍA ESTIARTE. Galería Estiarte. Madrid.
- 2002: Eva Lootz. La lengua de los pájaros, catàleg amb CD-ROM, exposició al Palacio de Cristal. Madrid: Centro Nacional de Arte Reina Sofia, (castellà), ISBN 9788480261654

### Vídeos
- 2000: Viajes de arena.
- 2002: Water meditation (Meditación del agua).
- 2004: No es más que un pequeño agujero en mi pecho.
- 2005: El casting.
- 2005: Blind spot.
- 2007: A veces, después de la lluvia.
- 2009: Mil veces, sin importarle....
- 2011: Entre-manos.

## Exposicions i obres en col·leccions públiques i privades

### Exposicions individuals
Només una breu selecció des del 2008:
- Hidráulica 2, Galería Altxerri, Donòstia / Sant Sebastià.

2009:
- Eva Lootz. Agujeros, Galería 9MA, Barcelona.
- Mundo. Seco. Benamor. Amarga. Sala Verónicas, Múrcia.
- Hidrotopies. L'escriptura de l'aigua, Fundació Suñol, Barcelona.
- Viajes de Agua, La Casa Encendida, Madrid.

2010:
- Redes de Agua, Galería ArtNueve, Múrcia.
- A la izquierda del padre, Fundación Casa de la Moneda, Madrid.
- Agua y sal, Galería Pilar Serra, Madrid.

2011:
- El fondo indiferenciado de la consciencia.... Casa sin fin, Càceres.
- Pensar dibujando / Drawing as Thought. Skissernas Museum - Museum of Public Art, Lund, Suècia.

2012: 
- Nudos. Círculo de Bellas Artes, Madrid.
- Dis-cursos de agua. Centro de Arte Contemporáneo de Caja de Burgos (CAB de Burgos).

2024
- Andar con el río, Fundació Suñol

### Exposicions col·lectives
Només una selecció del 2011 i 12:
2012:
- Teatro de anatomía. Espacio RMS, La Asociación, Madrid.
- Genealogías feministas en el arte español: 1960-2010. MUSAC, León.
- El cicle de la vida. Sala Estudi – La Nau, València
- 5è Aniversari 2007/2012. Col·lecció Josep Suñol. Fundació Suñol, Barcelona.

2011: 
- ARCO. Galería Pilar Serra, Madrid. Galería Altxerri, Donòstia / Sant Sebastià.
- Air_port_art. Centro de Arte Complutense, Madrid.
- Ellas. Creadoras de los siglos XX y XXI. Fundación Caja Vital, Vitòria-Gasteiz.
- Olor, Color. Química, Art i Pedagogia. Arts Santa Mònica, Barcelona.
- Arcopaz. Arte Contemporáneo por la paz. Vélez Blanco, Almeria.
- Lo que pintan las mujeres. Museo de Obra Gráfica i Museo del Objeto Encontrado. San Clemente, Conca.
- Aproximaciones I. Centro de Artes Visuales Fundación Helga de Alvear, Càceres.

### Col·leccions permanents
- Museo Nacional Centro de Arte Reina Sofía, Madrid.
- Museu d'Art Contemporani de Barcelona (MACBA), Barcelona.
- Museo de Arte Abstracto de Cuenca, Conca.
- Museu de Belles Arts d'Àlaba / Araba, Vitòria-Gasteiz.
- Museu d'Art Contemporani de Malmö, Suècia.
- Museo Municipal de Madrid. Madrid.
- Museo Patio Herreriano / Colección Arte Contemporáneo, Valladolid.
- Centro Galego de Arte Contemporánea, Santiago de Compostela.
- Centro Atlántico de Arte Moderno, Las Palmas, Illes Canàries.
- Centro de Arte Caja de Burgos, Burgos.
- Photomuseum, Zarautz, Gipuzkoa / Guipúscoa.
- Comunidad Autónoma de la Región de Murcia, Múrcia.
- Biblioteca Nacional d'Espanya, Madrid.
- Banco de España, Madrid.
- Banco Exterior de España.
- Caja de Ahorros de Asturias, Oviedo.
- Col·lecció BBVA, Madrid.
- The Chase Manhattan Bank, Nova York, EUA.
- Fundació Caixa de Pensions, Barcelona.
- Fundación Amigos del Museo Nacional Centro de Arte Reina Sofía, Madrid.
- Fundación Coca-Cola, Madrid.
- Fundación Juan March, Palma.
- Fundación Antonio Pérez, Conca.
- Instituto de Crédito Oficial, Madrid.
- Col·lecció Unión Fenosa, A Coruña.
- Col·lecció d'art de l'ajuntament de Miengo, Cantàbria.
- Col·lecció Martín Blanco, Segòvia.
- Institut Valencià d'Art Modern (IVAM), València
- Col·lecció Pilar Citoler, Madrid.